# Clementina Laura Majocchi
Clementina Laura Majocchi, nota come Bruna (Cento, 1866 – Cento, 1945), è stata una poetessa, giornalista e scrittrice italiana.

## Biografia
Nipote del filologo e musicista Gaetano Majocchi e figlia del politico Antonio e della letterata Lavinia Agnoletti, divenne violinista a livello dilettantistico, suonando con le sorelle in compagnia della nota musicista Amelia Sarti: vennero ricordate dal tenore Giuseppe Borgatti, che raccontò di fermarsi spesso sotto la finestra della loro casa ad ascoltarle estasiato.
Bruna si dedicò alla poesia accompagnata all'inizio dalle tristi emozioni per la morte del fidanzato. Le sue poesie Barcarola e Acque chete vennero pubblicate dalla rivista La Riviera Ligure, e poi inglobate nell'antologia L'eterna chimera (Casa Editrice Fiorita, 1913, p. 38 e 40). Strinse amicizia col famoso poeta Alberto Cappelletti, col quale si sentì vicino per sensibilità e gusti poetici. Il 18 marzo 1908, sulla rivista La Sicilia, fu recensita la sua opera L'intima fiamma: venne messa in rilievo la ribellione dei suoi versi contro le storture e le vigliaccherie del mondo.
Nel 1912 vinse il concorso dell'Associazione Internazionale Femminile per l'Arte con la poesia Pane e Psiche: fu considerata una scena drammatica adatta ad essere accompagnata dalla musica. Si occupò inoltre dell'infanzia a livello educativo e letterario, e tradusse alcune opere, come Novelle polacche di Leon Choromanski (Sonzogno, 1920 e 1927).
Dal 1919 al 1921 Bruna tenne la direzione della Palestra, supplemento della rivista Cordelia finalizzata al rinnovamento dell'immagine femminile; nel dopoguerra diresse (senza successo) il periodico Vittoria colonna, diretto in successione alla sorella Maria Majocchi, nota scrittrice con lo pseudonimo Jolanda.
Morì nel suo paese di nascita nel 1945.

## Alcune opere

### Raccolte di poesie
- Pètali e lagrime, Licinio Cappelli Editore, 1894.
- In solitudine, Licinio Cappelli Editore, 1898, ISBN 978-148-0022-89-8.
- Canti di capinera, Rocca di San Casciano, Licinio Cappelli Editore, 1901.
- L'ermo sentiero, Licinio Cappelli Editore, 1906.
- L'intima fiamma, Licinio Cappelli Editore, 1909.
- Ansia di Luce, Bologna, L. Cappelli Editore, 1921.
- Ricolta di spighe e di corolle, Bologna, Licinio Cappelli Editore, 1921.

### Romanzo
- L'acqua che non disseta, Milano, Editore A. Solmi, 1928.